# Lakewood Club
Lakewood Club est un village du comté de Muskegon, dans l'État du Michigan, aux États-Unis. En 2020, il comptait une population de 1 340 habitants.